# Малфатти, Марина
Мари́на Малфа́тти (итал. Marina Malfatti; 25 апреля 1933, Флоренция, Королевство Италия — 8 июня 2016, Рим, Италия) — итальянская актриса.

## Биография
В 17 лет поступила в парижский Cours d’Art Dramatique, школу актёрского мастерства, основанную Рене Симоном. Два года спустя, по возвращении в Италию, получила стипендию Итальянской национальной киношколы, тогда же дебютировала в кино на эпизодических ролях.
Для театра актрису «открыл» Арнольдо Фоа (ит.) — он решил попробовать её в постановке «Due sull’altalena» по Уильяму Гибсону, в роли, в которой была занята Леа Массари. Так началась карьера Марины Малфатти, полная блестящих драматических ролей.
На телеэкране Малфатти впервые появилась в 1966 году в эпизоде «L’ombra cinese» сериала «Следствие комиссара Мегрэ», затем в образе Бэрил Степплтон в трёх эпизодах сериала телекомпании RAI «Sherlock Holmes — l’Ultimo dei Baskerville» с Нандо Гаццоло в роли Шерлока Холмса. Затем последовала заглавная роль в сериале «Мальобра», поставленном Диего Фаббри по одноимённому роману Антонио Фогаццаро. Эта работа принесла Марине Малфатти большую популярность и позволила чередовать театральную деятельность с работой на телевидении.
На большом экране Марина Малфатти зарекомендовала себя как звезда чисто итальянского жанрового кино 1970-х: фильмов ужасов, исполняя роли демонических женщин. Она снялась в картинах «Ночью Эвелин вышла из могилы», «Семь окровавленных орхидей», «Красная королева убивает семь раз», «Чёрная лента для Деборы», мини-сериале «Мраморный фавн» и других, став настоящей иконой жанра.
В 1980-х и позднее Малфатти больше внимания уделяла театру, чередуя в своём репертуаре классических персонажей (Электра, Лисистрата) с современными героинями, иногда в пьесах, написанных специально для неё, таких как «La cintura» Альберто Моравиа и «Corpo d’altri» Джузеппе Манфриди. В 1990 году начала сотрудничество с театральным режиссёром Луиджи Скарциной, в постановках по произведениям Луиджи Пиранделло, Бернарда Шоу, Карло Гольдони, Жана Кокто.

## Избранная фильмография
- Le cameriere, Carlo Ludovico Bragaglia (1959)
- Una ragazza per l’estate (Une fille pour l'été) (1960)
- Человек, которого нужно сжечь / Un uomo da bruciare (1962)
- I fuorilegge del matrimonio (1963)
- Una bella grinta, Джулиано Монтальдо (1965)
- Le inchieste del commissario Maigret, эпизод «L’ombra cinese» (1966)
- Io, io, io… e gli altri (1966)
- I dannati della terra (1967)
- Pronto… c'è una certa Giuliana per te (1967)
- C’era una volta… (1967)
- Più tardi Claire, più tardi…, Брунелло Ронди (1968)
- Sherlock Holmes — L’ultimo dei Baskerville (1968)
- Per amore o per forza (1971)
- In fondo alla piscina (La Última señora Anderson) (1971)
- Ночью Эвелин вышла из могилы (1971)
- Era Sam Wallash…lo chiamavano 'E così sia'! (1971)
- Testa in giù, gambe in aria (1972)
- Все оттенки тьмы (1972)
- Sette orchidee macchiate di rosso (1972)
- Decameron n° 3 — Le più belle donne del Boccaccio (1972)
- Красная королева убивает семь раз (1972)
- Alexander Zwo (1972) мини-сериал
- Il ritorno di Clint il solitario, Альфонсо Бальказар (1972)
- Без предупреждения / Il clan del quartiere latino (1973)
- La notte dell’ultimo giorno (1973)
- Il prato macchiato di rosso (1973)
- Il venditore di palloncini (1974)
- Un fiocco nero per Deborah (1974)
- Malombra (1974) телесериал
- Il figlio di Zorro (1974)
- Lezioni di violoncello con toccata e fuga (1976)
- L’ultimo aereo per Venezia (1977) мини-сериал
- Il fauno di marmo (1977) мини-сериал
- Il prigioniero (1978) телефильм
- I racconti di fantascienza di Blasetti, эпизод «I sosia» (1979)
- Anna Kuliscioff (1981) мини-сериал
- Teresa Raquin (1985) мини-сериал
- Silvia è sola (1988) телефильм
- Un posto freddo in fondo al cuore (1992) телефильм
- A rischio d’amore (1996) мини-сериал